# Фюстель де Куланж, Нюма Дени
Нюма Дени Фюстель де Куланж (фр. Numa Denis Fustel de Coulanges; 18 марта 1830 года, Париж — 12 сентября 1889 года, там же) — французский историк, автор классического труда «Древний город».
В 1853 году окончил Высшую нормальную школу. С 1860 года профессор в Страсбургского университета. С 1870 года преподавал в Высшей нормальной школе, в 1880–1883 годах был её директором. С 1878 года профессор Парижского университета.
Его научный подход выражался как желание: «факты, факты, ничего, кроме фактов».
В России среди видных медиевистов его идеи о смене античного мира средневековьем и о генезисе феодальных отношений в Западной Европе развивал И. М. Гревс, а критиковал П. Г. Виноградов.
Оказал влияние на Эдуарде де Инохоса.